# Chalarus zlobini
Chalarus zlobini är en tvåvingeart som beskrevs av Kuznetzov 1990. Chalarus zlobini ingår i släktet Chalarus och familjen ögonflugor. Inga underarter finns listade i Catalogue of Life.